# Cortes (Navarre)
Pour les articles homonymes, voir Cortes.
Cortes est une ville et une municipalité de la Communauté forale de Navarre dans le Nord de l'Espagne.
Elle est située dans la zone non bascophone de la province et à 118 km de sa capitale, Pampelune. Le castillan est la seule langue officielle alors que le basque n’a pas de statut officiel.

## Localités limitrophes
Buñuel au nord, Novillas (Aragón) à l'est, Ribaforada et  Ablitas à l'ouest, Mallén (Aragón) au sud.

## Démographie
| Évolution démographique                                | Évolution démographique | Évolution démographique | Évolution démographique | Évolution démographique | Évolution démographique | Évolution démographique | Évolution démographique | Évolution démographique | Évolution démographique | Évolution démographique |
| 1996                                                   | 1998                    | 1999                    | 2000                    | 2001                    | 2002                    | 2003                    | 2004                    | 2005                    | 2006                    | 2007                    |
| ------------------------------------------------------ | ----------------------- | ----------------------- | ----------------------- | ----------------------- | ----------------------- | ----------------------- | ----------------------- | ----------------------- | ----------------------- | ----------------------- |
| 3 196                                                  | 3 207                   | 3 268                   | 3 290                   | 3 329                   | 3 361                   | 3 379                   | 3 339                   | 3 329                   | 3 362                   | 3 350                   |
| Sources: Cortes et instituto de estadística de navarra |                         |                         |                         |                         |                         |                         |                         |                         |                         |                         |

### Sources
- (es) Cet article est partiellement ou en totalité issu de l’article de Wikipédia en espagnol intitulé « Adiós » (voir la liste des auteurs).